# 翟遼
翟遼（？—391年），中國十六國時期翟魏的建國者，原為丁零部落首領之一，是前任首領翟成的堂兄。

## 生平
384年，堂兄翟斌被後燕所殺後，燕將慕容農又進攻翟遼所在的魯口（今河南饒陽），翟遼兵敗被逼退屯無極（今河北無極縣），慕容農則屯於稾城（今河北藁城）繼續施壓。不久，慕容麟前來會合慕容農，一同進攻翟遼，翟遼大敗，於是單騎逃奔繼任丁零部落首領的翟真。
385年，翟真被屬下鮮于乞所殺，翟遼逃奔東晉黎陽（今河南濬縣），受黎陽太守滕恬之寵信。但因為滕恬之喜歡打獵而且並親待士卒，翟遼於是給予士兵利益以獲得他們歡心。386年，翟遼乘滕恬之南攻鹿鳴城（今河南滑縣東北）的機會，關閉了黎陽城門，滕恬之不得入而東奔鄄城（今山東鄄城），更被翟遼追擒，正式據黎陽叛晉。當時晉豫州刺史朱序派秦膺及童斌連同淮泗諸郡共同討伐，但未能討平。不久泰山太守張願也叛歸翟遼。後翟遼屢度侵擾東晉。
387年，燕魏郡太守齊涉叛燕，張願當時與齊涉聯結，並招翟遼。後燕出兵擊退張願，殺齊涉。後燕帝慕容垂見此，認為翟遼反覆於三個國家之間，不能不討伐, 於是親征黎陽。當時慕容垂派了慕容楷為前鋒都督，翟遼部眾皆燕、趙一帶來的人，知慕容楷來都相繼歸附，翟遼恐懼之下遣使請降。翟遼於是被後燕任命為徐州牧，封河南公。惟不久翟遼復叛，搶掠清河及平原二郡。
次年（388年），翟遼復向後燕謝罪；慕容垂以其數度反覆，因此與翟遼斷絕關係。翟遼遂自稱「魏天王」，改元建光，設立文武百官，並遷往滑台（今河南滑縣），史稱其政權為翟魏。翟遼曾攻東晉洛陽及滎陽，更在建光三年（390年）趁朱序與西燕交戰時圖謀進攻洛陽，逼令朱序還軍，終令東晉向翟遼出兵，劉牢之於同年八月先後在鄄城及滑台擊敗翟釗及翟遼，張願更向東晉投降。
建光四年(391年)，翟遼去世，其子翟釗繼位。